# Acanthocereus
Acanthocereus (укр. Акантоцереус) — рід кактусів триби Pachycereeae.

## Етимологія
Назву роду можна перекласти як «колючий цереус» (дав.-гр. ἄκανθα — «колючка»).

## Історія роду
Термін «Acanthocereus» уперше згадує 1863 року Джордж Енгельманн, який намагався виділити деякі різновиди цереусів в окрему групу. У 1909 році Бріттон і Роуз визначили цю групу як рід.

## Біологічний опис

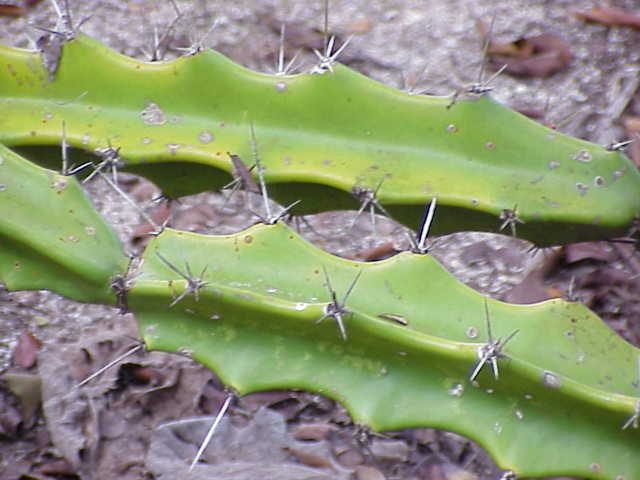
Стебло кактуса Acanthocereus tetragonus

У природних умовах деякі види акантоцереусів значно витягуються у висоту; своїм зовнішнім виглядом вони нагадують кущіі або рослини, що лазять. Стебла таких кактусів можуть розділяться на сегменти. Ребер зазвичай 3-5.

## Розповсюдження та екологія

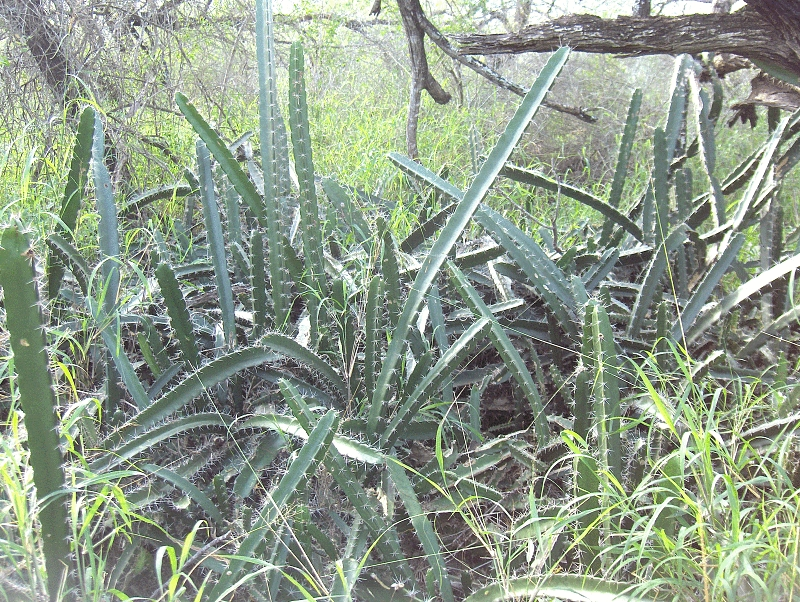
Вигляд кактуса Acanthocereus tetragonus в навколишньому середовищі

Акантоцереуси ростуть на території тропічною і центральної Америки і Колумбії.

## Види
Стосовно кількості видів, що належать до роду, велися тривалі дискусії. Переважно суперечки йшли навколо кактусів, які тепер описані як окремий вид, — Acanthocereus baxaniensis. Згідно з сучасними поглядами рід включає шість видів:
- Acanthocereus baxaniensis
- Acanthocereus colombianus
- Acanthocereus horridus
- Acanthocereus occidentalis
- Acanthocereus subinermis
- Acanthocereus tetragonus